# Brita Sofia Hesselius
Brita Sofia Hesselius (* 12. Juni 1801 in Alster, Karlstad (Gemeinde), Schweden; † 25. Juli 1866 in Menton, Frankreich) war eine schwedische Fotografin und Schulleiterin. Sie war die erste Frau mit einem eigenen Fotostudio in Schweden und leitete die erste Mädchenschule in Karlstad.

## Leben und Werk
Hesselius war die Tochter von Anna Katarina Roman und dem Mühleninspektor Olov Hesselius. Ihr Großvater war Pfarrer Jonas Hesselius in Särna. Sie eröffnete 1845 in Karlstad eine Mädchenschule und ein Fotoatelier, wo sie die Daguerreotypie verwendete. Gemeinsam mit ihren Schwestern Maria und Hanna Tellin leitete sie die Mädchenschule, wo sie für den Mal- und Zeichenunterricht zuständig war. Neben dem Unterrichten malte sie Porträts in Öl und erstellte Daguerreotypien.
Sie war wahrscheinlich die erste professionelle Fotografin in Schweden und gehört zusammen mit der deutschen Fotografin Bertha Wehnert-Beckmann zu den ersten professionellen Fotografinnen der Welt. Nach ihr eröffneten andere schwedische Fotografinnen Ateliers, wie Hedvig Söderström, die ab 1857 in Stockholm tätig war, und María Kinnberg, die ab 1852 in Göteborg und Norrköping arbeitete.
Eine geänderte Verordnung von 1846 gewährte den Frauen in Schweden die gleichen Handwerksrechte wie den Männern und ein eingeschränktes Gewerberecht. Nach der Gewerbefreiheitsverordnung von 1864 gab es keine formellen Schranken für Frauen in der Privatwirtschaft, und sie etablierten sich in erheblichem Umfang vor allem als Kleinunternehmerinnen. Dank dieser Verordnung ist Schweden eines der Länder mit den meisten registrierten Pionierfotografinnen, etwa vierhundert zwischen 1860 und 1920. Allein in den 1860er Jahren gab es in der Hauptstadt 100 registrierte Fotografen, von denen 14 Frauen waren. Wahrscheinlich gab es viele Gründe, warum so viele Frauen den Beruf der Fotografin wählten, da die Fotografie als respektabler und bürgerlicher Beruf mit guten finanziellen Aussichten galt oder da die von den Fotoateliers ausgeführte Arbeit als geeigneter für Frauen angesehen wurde. 
1853 verlegte Hesselius ihre Schule und das Atelier nach Stockholm und zog dann nach Frankreich, wo sie 1866 im Alter von 65 Jahren im Kanton Menton, Bezirk Nizza starb.